# Huevos a la rabona
Huevos a la rabona es un sándwich peruano.

## Descripción
Este sándwich es elaborado a partir de huevos fritos, que se colocan dentro de un pan campesino también frito y salsa criolla picante.

## Historia
Su origen se encuentra en las comidas simples y rápidas que elaboraban las rabonas a los soldados en campaña. A finales del siglo XIX eran expedidos por las vivanderas limeñas en diferentes espacios públicos de la capital peruana.